# Иваньково (Муромский район)
Иваньково — деревня в Муромском районе Владимирской области России, входит в состав Ковардицкого сельского поселения. 

## География
Деревня расположена в 10 км на юг от центра поселения села Ковардицы и в 9 км на запад от Мурома.

## История
Первое упоминание деревни Иваньково имеется в писцовых книгах 1628-30 годов, где она значится за Матвеем Новосильским и братьями Чаадаевыми, в ней тогда было 4 двора крестьянских.
В окладных книгах Рязанской епархии 1676 года деревня значится в составе Стригинского прихода, в ней было 20 дворов крестьянских и 1 бобыльский.
В конце XIX — начале XX века деревня входила в состав Ковардицкой волости Муромского уезда, с 1926 года — в составе Муромской волости . В 1859 году в деревне числилось 23 двора, в 1905 году — 74 двора, в 1926 году — 131 дворов.
С 1929 года деревня являлась центром Иваньковского сельсовета Муромского района, с 1940 года — в составе Стригинского сельсовета, с 2005 года — в составе Ковардицкого сельского поселения. 

## Население
| 1859 | 1905 | 1926 | 2002 | 2010 | 2012 | 2021 |
| ---- | ---- | ---- | ---- | ---- | ---- | ---- |
| 202  | ↗492 | ↗742 | ↘159 | ↗183 | ↘136 | ↗190 |